# Allens Creek Nuclear Power Plant
Allens Creek Nuclear Power Plant var ett föreslaget kärnkraftverk i Wallis, Texas, mindre än 50 miles från miljonstaden Houstons ytterområden. Kärnkraftverket, som består av två 1150 MW-vattenreaktorer, beställdes av Houston Lighting and Power Company (HL&P) 1973. Kritik från allmänheten, bland annat stärkt av pressen som rapporterade om problem vid andra amerikanska kärnkraftverk, ledde till offentliga möten och att projektet blev en rättssak. Dessutom eskalerade kostnaderna för byggnationen. Detta ledde till sist till att planerna på kärnkraftverket stoppades, vilket skedde officiellt 1982